# ماريا فنسنت
ماريا فنسنت (بالفرنسية: Maria Vincent)‏ هي ممثلة فرنسية، ولدت في 15 نوفمبر 1929 بمارسيليا في فرنسا، وتوفيت بنفس المكان في 20 يونيو 2001.

## وصلات خارجية
- ماريا فنسنت على موقع IMDb (الإنجليزية)
- ماريا فنسنت على موقع ألو سيني (الفرنسية)
- ماريا فنسنت على موقع أول موفي (الإنجليزية)
- ماريا فنسنت على موقع ديسكوغز (الإنجليزية)
- ماريا فنسنت على موقع قاعدة بيانات الفيلم (الإنجليزية)
- ماريا فنسنت على موقع كينوبويسك (الروسية)